# اثر آنتن

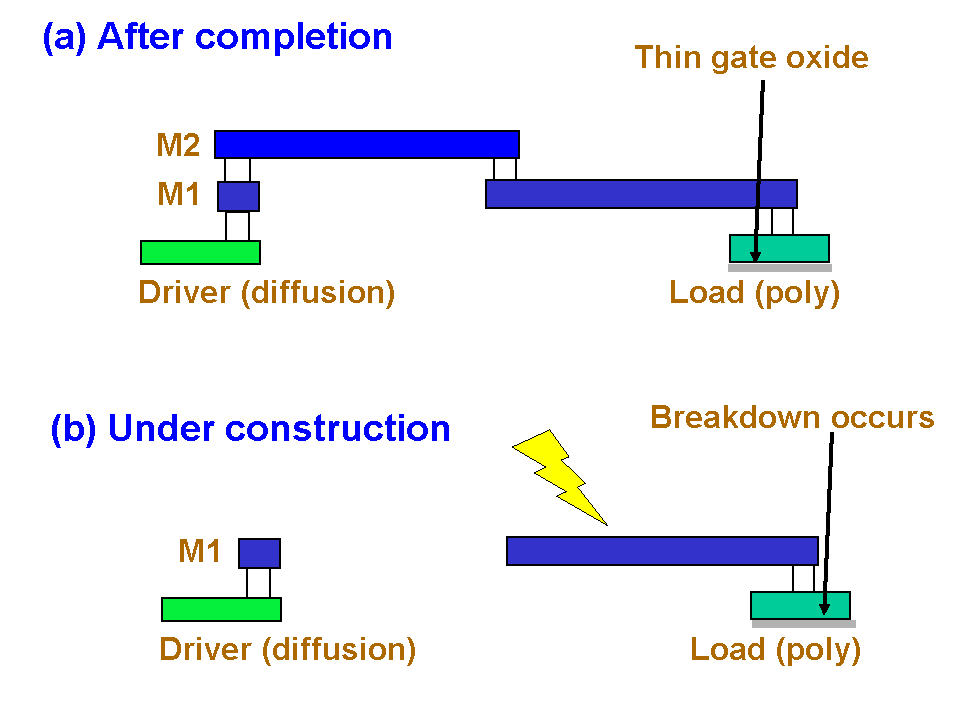
شکل ۱: نشان دادن علت اثر آنتن. M1 و M2 دو لایه میان‌هابند فلزی هستند.

اثر آنتن، در ظاهر بیشتر آسیب رساننده اکسید گیت ناشی از پلاسما، اثری است که به‌طور بالقوه می‌تواند باعث مشکلات بازده و قابلیت اطمینان در هنگام ساخت ادوات نیم‌رسانا ماس شود. کارخانه‌ها (fabs) معمولاً قوانین آنتن را تهیه می‌کنند، اینها قوانینی هستند که باید رعایت شوند تا از این مشکل جلوگیری شود. نقض چنین قوانینی را نقض آنتن می‌نامند. کلمه آنتن در این زمینه چیز نادرستی است — مشکل در واقع جمع شدن بار الکتریکی است، نه معنای عادی آنتن، که وسیله ای برای تبدیل میدان‌های الکترومغناطیسی به/از جریان‌های الکتریکی است. گاهی اوقات از عبارت اثر آنتن در این زمینه استفاده می‌شود، اما این مورد از آنجا که اثرات زیادی وجود دارد، کمتر مشاهده می‌شود، و این عبارت مشخص نمی‌کند که منظور چیست.
شکل ۱ (الف) نمای جانبی یک شبکه معمولی در یک مدار مجتمع را نشان می‌دهد. هر شبکه حداقل شامل یک راه‌انداز خواهد بود که باید حاوی انتشار سورس یا درین باشد (در کاشت فناوری جدید استفاده می‌شود) و حداقل یک گیرنده که از یک الکترود گیت بر روی یک دی‌الکتریک گیت نازک تشکیل شده‌است (به شکل ۲ نگاه کنید به نمای دقیق ترانزیستور ماس). از آنجا که دی‌الکتریک گیت بسیار نازک است، فقط چند مولکول ضخامت دارد، نگرانی بزرگ شکست این لایه است. این ممکن است اتفاق بیفتد اگر شبکه به نوعی کمی بالاتر از ولتاژ عملیاتی تراشه ولتاژ بدست آورد. (از نظر تاریخی، دی‌الکتریک گیت سیلیسیم دی‌اکسید بوده‌است، بنابراین بیشتر نوشته‌ها به آسیب اکسید گیت یا شکست اکسید گیت اشاره دارد. از سال ۲۰۰۷، برخی از تولیدکنندگان در حال جایگزینی این اکسید با مواد مختلف مختلف دی‌الکتریک با کاپای زیاد هستند که ممکن است اکسید باشند یا نباشند، اما اثر آن هنوز همان است)

شکل ۲. نمودار ماسفت، کاشت سورس/درین و دی‌الکتریک گیت را نشان می‌دهد.